# بردی کوربت
بردی کوربت (انگلیسی: Brady Corbet؛ زادهٔ ۱۷ اوت ۱۹۸۸) هنرپیشه و کارگردان اهل کشور ایالات متحده آمریکا است. وی از یازده سالگی شروع به بازی در سریال‌های تلویزیونی کرد و پس از چندی در فیلم سیزده نقش‌آفرینی کرد.

اولین فیلم بلند داستانی او در مقام کارگردان در هفتاد و دومین جشنواره فیلم ونیز برنده جایزه بهترین کارگردان و بهترین فیلم اول شد.

## قسمتی از فیلمشناسی

### بازیگر
- سیزده
- بازی‌های مسخره
- مارتا مارسی می مارلین
- مالیخولیا
- ابرهای سیل ماریا
- سن لوران
- بهشت
- تا وقتی جوانیم
- پرنده زرد

### کارگردان
- کودکی یک رهبر
- وکس لوکس